# Redlichioidea
Los redliquioideos (Redlichioidea) son una superfamilia de trilobites redlíquidos que alberga un total de doce familias, convirtiéndose así en la superfamilia de redlíquinos de mayor diversidad.

## Morfología
Por lo general, esta superfamilia engloba a las familias que poseen rasgos morfológicos propios del suborden Redlichiina, pero que no se pueden clasificar dentro de las superfamilias Emuelloidea y Paradoxidoidea.